# İstanbulspor A.Ş.
İstanbulspor Anonim Şirketi – turecki klub piłkarski, grający obecnie w TFF 1. Lig, mający siedzibę w mieście Stambuł.

## Historia
İstanbulspor został założony przez Kemala Halima Gürgen i uczniów szkoły İstanbul Lisesi. Fakt ten miał miejsce 4 stycznia 1926 roku, a klub ten był jednym z pierwszych w ówczesnej Republice Tureckiej. W sezonie 1931/1932 wygrał on zarówno Ligę Stambułu jak i mistrzostwo Turcji.
Do 1990 roku klub był zarządzany przez członków İstanbul Lisesi. W tym okresie kilkukrotnie awansował do pierwszej ligi i spadał do drugiej. W 1983 roku został nawet zdegradowany do trzeciej ligi. W 1990 roku turecki biznesmen Cem Uzan, prezes firmy Uzan Holding wykupił klub i przemianował go na obecnie obowiązującą nazwę Istanbulspor Anonim Şirketi. W 1995 roku zespół powrócił do ekstraklasy, a w sezonie 1997/1998 zajął w niej wysokie 4. miejsce, dzięki czemu wystąpił w Pucharze UEFA.
W 2001 roku rodzina Uzan wycofała się z finansowania klubu. İstanbulspor popadł w finansowy kryzys, a w 2003 roku ogłoszono upadłość klubu. W sezonie 2004/2005 po raz kolejny spadł do drugiej ligi. W 2006 roku klub został wykupiony przez firmę Marmara Spor Faaliyetleri San. ve Tic. A.Ş. należącą do byłego reprezentanta Turcji Saffeta Sancaklı. Kwota transakcji wyniosła 3,25 miliona dolarów.

## Sukcesy
- Mistrzostwa Turcji
  - mistrzostwo (1): 1932
- TFF 1. Lig:
  - mistrzostwo (1): 1967/1968
  - wicemistrzostwo (1): 1994/1995
- Liga Stambułu:
  - zwycięstwo (1): 1931/1932

## Europejskie puchary
Legenda do wszystkich tabel:
- Q – runda eliminacyjna, 1/16, 1/8, 1/4, 1/2 – odpowiednia faza rozgrywek, Grupa – runda grupowa, 1r gr – pierwsza runda grupowa, 2r gr – druga runda grupowa, F – finał, R – runda, PO – play-off
- k. – rzuty karne, los. – losowanie, Dogr. – dogrywka, w. – zasada bramek strzelonych na wyjeździe

| Sezon   | Rozgrywki        | Runda    | Klub              | Dom | Wyjazd | Ogólnie    |
| ------- | ---------------- | -------- | ----------------- | --- | ------ | ---------- |
| 1997    | Puchar Intertoto | Grupa 11 | Universitāte Rīga |     | 5–1    | 1. miejsce |
| 1997    | Puchar Intertoto | Grupa 11 | Vasas SC          | 2–0 |        | 1. miejsce |
| 1997    | Puchar Intertoto | Grupa 11 | Werder Brema      |     | 0–0    | 1. miejsce |
| 1997    | Puchar Intertoto | Grupa 11 | Östers IF         | 3–2 |        | 1. miejsce |
| 1997    | Puchar Intertoto | 1/2      | Olympique Lyon    | 2–1 | 0–2    | 2–3        |
| 1998/99 | Puchar UEFA      | 1R       | Argeș Pitești     | 4–2 | 0–2    | 4–4, w.    |

## Reprezentanci kraju grający w klubie
| - Saffet Akbas - Altan Aksoy - Ercan Aktuna - Saffet Akyüz - Emre Aşık - Faruk Bayar - Oğuz Çetin - Recep Çetin - Tanju Çolak - Ümit Davala - Tolga Doğantez - Ahmet Dursun - Alpaslan Eratlı - Abdullah Ercan - Cenk İşler - Gökhan Keskin - Serdar Özkan - Selçuk Şahin - Cemil Turan - Sergen Yalçın - Ahmet Yıldırım - Mehmet Yıldız |  | - Alban Bushi - Elvir Baljić - Elvir Bolić - Enes Demirović - Sead Halilović - Vedin Musić - Fahrudin Omerović - Aleksandyr Aleksandrow - Aleksandar Jordanow - Iwajło Petkow - Zdrawko Zdrawkow - Musasa Kabamba - Andre Kona Ngole - Jean-Michel Ferri - Moses Sakyi - John van den Brom - Peter van Vossen - Pini Balili - Alioum Boukar - Alioum Saidou - Jonah Sarwieh - Cedo Janevski - Serghei Epureanu - Uche Okechukwu - Oleg Salenko - Marián Zeman |

## Skład na sezon 2017/2018
| Nr | Poz. | Piłkarz                                     |
| -- | ---- | ------------------------------------------- |
| 1  | BR   | Okan Kocuk (wypożyczony z Bursasporu)       |
| 4  | OB   | Mehmet Yeşil                                |
| 5  | OB   | Yalçın Kılınç                               |
| 7  | NA   | Sabit Yılmaz                                |
| 8  | PO   | Onur Kolay                                  |
| 10 | PO   | Onur Ergün                                  |
| 11 | PO   | Aldin Čajić                                 |
| 12 | OB   | Oğuzhan Berber (wypożyczony z Kayserisporu) |
| 14 | PO   | Hamza İpekci                                |
| 15 | OB   | Wellington (wypożyczony z Leixões SC)       |
| 16 | BR   | Anil Özer                                   |
| 17 | PO   | Muhammed Demirci                            |
| 18 | PO   | Kubilay Aktaş                               |
| 19 | NA   | Halil Yılmaz (wypożyczony z Altay)          |
| 21 | PO   | Muhsin Yıldırım                             |

| Nr | Poz. | Piłkarz                                  |
| -- | ---- | ---------------------------------------- |
| 22 | OB   | Zeki Çelik                               |
| 25 | BR   | Emirhan Emir                             |
| 26 | NA   | Yusuf Çoban (wypożyczony z Antalyasporu) |
| 33 | NA   | Nemanja Kojić                            |
| 34 | NA   | Jean-Jacques Bougouhi                    |
| 41 | PO   | Eslem Öztürk                             |
| 61 | NA   | Zafer Şensoy                             |
| 63 | PO   | Halil Çolak                              |
| 77 | PO   | Ali Dere                                 |
| 90 | BR   | Umut Kaya                                |
| 97 | OB   | Tuncer Duhan Aksu                        |
| 99 | NA   | İbrahim Yılmaz                           |
| —  | NA   | Alpay Aldemir                            |
| —  | NA   | Salih Ayaz                               |
| —  | BR   | Alperen Uysal                            |